# حادث إطلاق النار بمهرجان جيلروي للثوم
وقع اطلاق نار عشوائي في مهرجان جيلروي للثوم في جيلروي، كاليفورنيا، في 28 يوليو 2019، الساعة 5:40 مساءً، مما أسفر عن مقتل أربعة أشخاص - بما فيهم المسلح الذي قُتل على أيدي رجال الشرطة - واسفر الحادث عن 12 مصاب.

## معلومات عامة

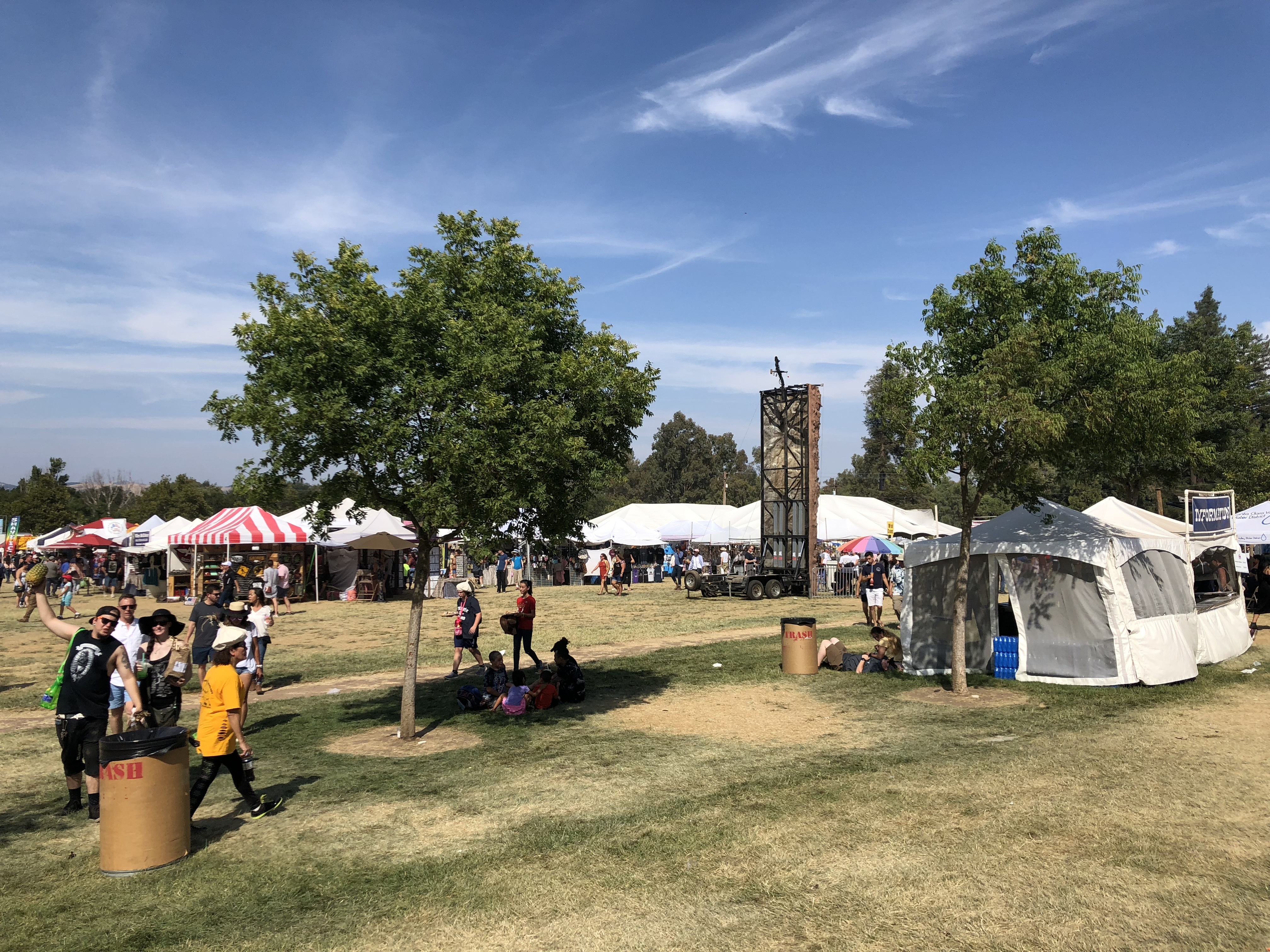
مهرجان الثوم، 2018

يعد مهرجان جيلروي للثوم حدثًا سنويًا لمدة ثلاثة أيام في حديقة كريسماس هيل. أحد أشهر المهرجانات الغذائية في البلاد، والمتمركز حول الثوم، الذي يجذب الزوار من جميع أنحاء البلاد. تقع جيلروي على بعد حوالي 30 ميل (48 كـم) جنوب شرق سان خوسيه ومنطقة الخليج / وادي السيليكون، جيلروي هي موطن لحوالي 60,000 شخص، والمدينة هي منتج رئيسي للثوم. كأكبر حملة لجمع التبرعات في جيلروي، تم تجهيز المهرجان بمتطوعين لجمع الأموال للمجموعات غير الربحية، بما في ذلك الأندية والمدارس.

## الأحداث
وقع إطلاق النار خلال الحدث السنوي الحادي والأربعين للمهرجان يوم الأحد 28 يوليو 2019، وهو اليوم الثالث والأخير، قبل وقت قصير من الإغلاق المقرر في تمام الساعة 6:00 مساءً. وبحسب ما ورد دخل المشتبه فيه المهرجان بقطع سياج من الأسلاك على طول خور يوفاس، وبالتالي تجنب الفحص الأمني.
ووصف شاهد عيان رجلاً يرتدي قميصًا أخضر ومنديلًا رماديًا حول عنقه وهو يطلق النار على منطقة الطعام باستخدام ما يشبه بندقية هجومية. أبلغ شاهد آخر عن رجل أبيض في بداية منتصف الثلاثينيات وهو يطلق النار كان «قادرًا على إطلاق النار من ثلاث إلى أربع طلقات في الثانية». جاك فان برين، المغني الرئيسي في الفرقة المحلية TinMan، التي كانت تقوم بالغناء عندما بدأت عملية إطلاق النار، أخبر مراسل قناة KPIX-TV أنه سمع شخصًا يصرخ، «لماذا تفعل هذا؟»؛ رد المسلح: «لأنني غاضب حقًا».
وقالت الشرطة إن المشتبه به استخدم «نوع AK-47 سلاح»، والذي قيل في البداية أنه كان SKS. ومع ذلك، أشارت تقارير لاحقة أن السلاح كان -WASR 10 بندقية نصف آلية مشتراه قانونيا في ولاية نيفادا في 9. يوليو 
وصلت الشرطة الي مكان الحادث، وتبادلوا اطلاق النار مع المشتبة به في غضون دقيقة من بداية إطلاق النار، وسرعان ما قتل المسلح. ارجع رئيس الشرطة إلى الاستجابة السريعة لوجود كثيف للشرطة مع وجود «العديد والعديد من الضباط في الحديقة».
تبحث الشرطة عن مشتبه به ثانٍ محتمل. إلى جانب قسم شرطة جيلروي، استجابت أيضًا شعبة سان فرانسيسكو الميدانية التابعة لمكتب الكحول والتبغ والأسلحة النارية والمتفجرات و 30 من عملاء مكتب التحقيقات الفيدرالي. ظهر أكثر من عشرة من فرق الإسعاف والإطفاء في الموقع، حيث طُلب منهم الاستعداد لما يصل إلى 11 ضحية.

## الضحايا
قُتل ثلاثة أشخاص، واصيب 12 آخرون. الذين قتلوا كانوا ستيفن روميرو، 6اعوام؛ كيلا سالازار، 13 عاما وتريفور ديون إيربي، 25 عامًا. نظرًا لكون المهرجان حدثًا عائليًا، كان العديد من المصابين من الأطفال أيضًا.

## مرتكب الجريمة
تعرفت السلطات على سانتينو وليام ليجان، البالغ من العمر 19 عامًا ويقيم في جيلروي بكاليفورنيا، والذي قضى بعض الوقت في نيفادا،  على أنه مطلق النار الذي قُتل على يد الشرطة. ذكر الشهود أنه بدا أنه يطلق النار عشوائيا.
تم فتح حساب إنستغرام قبل أربعة أيام من إطلاق النار من قِبل سانتينو وليام ليجان من نفس العمر، والذي عرف عن نفسه بأنه من أصل إيطالي وإيراني. قبل أيام قليلة من مهرجان الثوم، ليجان نشر مرتين يشتكى من حالة ازدحام الريف مع «جحافل» من الهجناء ووادي السيليكون الابيض"twats"، وأوعز الناس على قراءة الكتاب القوة هي الحق من قبل «راجنار ريدبيرد»، نُشر في عام 1896. نظرًا لأن الكتاب يحتوي على محتوى عنصري ومعاد للسامية ومعادٍ للمسيحية، فهو شائع في الدوائر البيضاء المتعصبة والنازية الجديدة والشيطانية.

## رد الفعل الحكومي والشعبي
قدم الرئيس الأمريكي دونالد ترامب تعازيه وشكر رجال الشرطة يوم الاثنين، 29 يوليو. أعرب سناتور الولايات المتحدة الصغرى والمرشح الديمقراطي للرئاسة كامالا هاريس عن امتنانه لرجال الشرطة، وكذلك فعل حاكم ولاية كاليفورنيا غافن نيوزوم. زار الحاكم المصابين وعائلات الضحايا يوم الاثنين. وبينما قال إنه يؤيد التعديل الثاني، قال إنه يرغب في تعاون وطني للسيطرة على «أسلحة الدمار الشامل الملعون». أصدر المشرعون الآخرون أيضًا بيانات حول الحادث جنبًا إلى جنب مع منظمات، مثل منظمة مسيرة حياتنا وأمهات يطالبون بالعمل، واشخاص، مثل المتحدث السابق باسم الرابطة الوطنية للبنادق والعديد من المشاهير.
«مايك»، صاحب مخزن سلاح «بندقية مايك الكبيرة والذخيرة» في ولاية نيفادا، ان الجاني زار المخزن قبل اطلاق النار ويعتقد ان الجاني اشترى السلاح من إحدى صفحات الإنترنت، نشر على الإنترنت الفيسبوك رسالة تفيد انه يشعر «الحزن وان هذا كان يجب الا يحدث ابدا» وهذا«يتعارض مع كل ما أؤمن به» وقال مشيرا إلى مطلق النار يجب أن«تتعفن في الجحيم». أكد المالك أيضًا أن لديه سياسة رفض البيع للعنصريين البيض.